# Буда

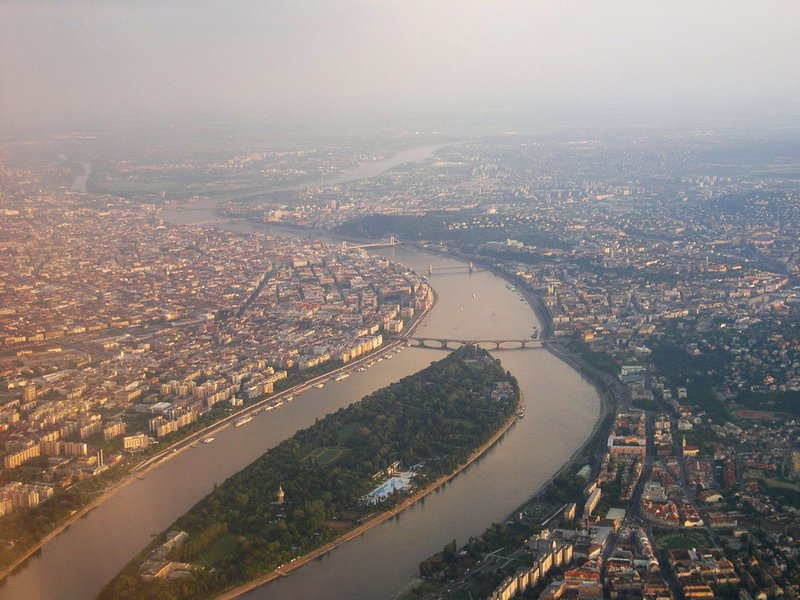
Будапешт: слева — Пешт, справа — Буда, в центре - остров Маргит на Дунае

Бу́да (венг. Buda, сербохорв. Budim, Будим, словац. Budín, тур. Budin), О́фен (нем. Ofen) — западная часть венгерской столицы Будапешта на правом берегу Дуная, бывшая изначально отдельным городом. Согласно легенде, название Буда произошло от имени гуннского вождя Бледы (венг. Buda), по другой версии, название города имеет славянское происхождение от буда — «дом, строение, селение».
Территория Буды составляет примерно треть территории Будапешта и покрыта холмами и лесами.

## История

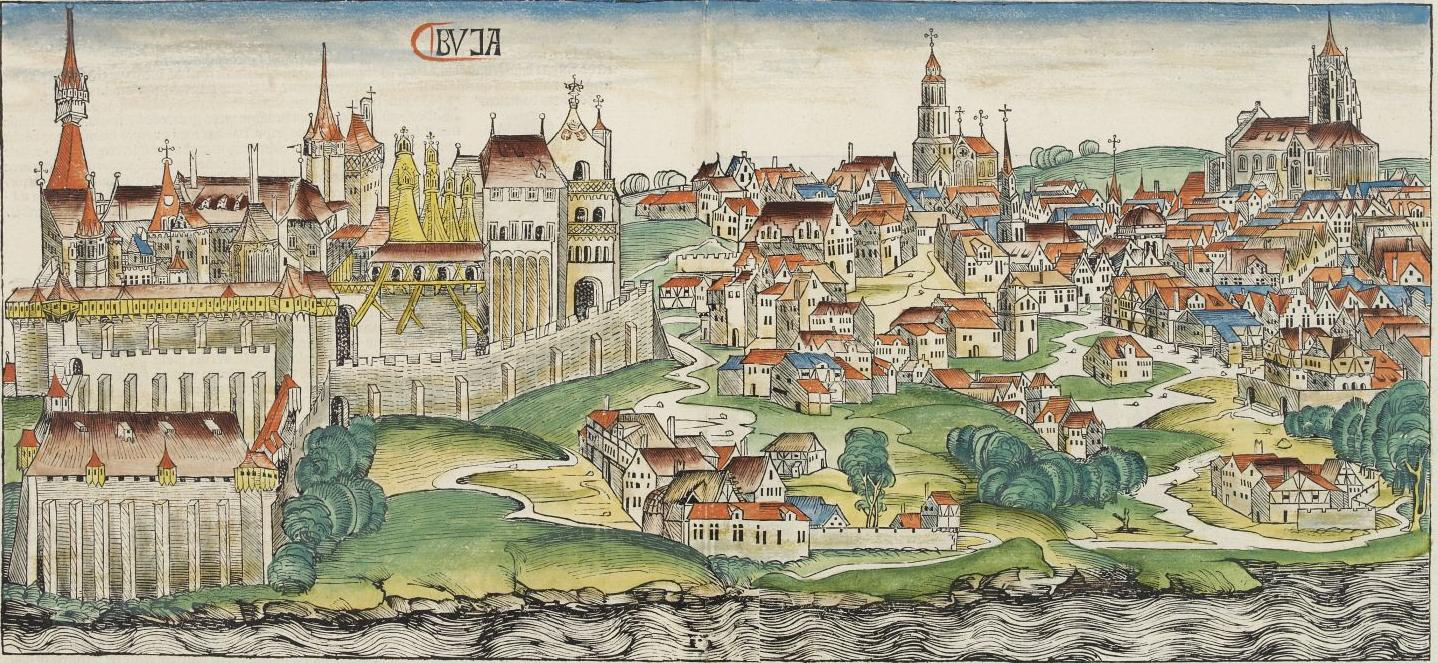
Буда. Ксилография из «Нюрнбергской хроники» Хартмана Шеделя 1493 г.

Буда была столицей Венгрии с 1361 года до вхождения в Османскую империю в 1541 году, после чего новой столицей стала Пожонь (сегодняшнее название — Братислава, столица Словакии).
В 1686 году Буда была освобождена Австрией.
Буда стала свободным городом в 1703 году, позднее, в 1784 году, стала венгерской столицей.
В 1873 году в результате объединения городов Пешт, Буда и Обуда появился город Будапешт.

## Достопримечательности

### Будайский холм
- Буда (замок): Королевский дворец и руины средневекового замка
- Старая ратуша
- Церковь Святого Матьяша
- Церковь Марии Магдалины
- Замковый театр
- Рыбацкий бастион
- Памятник Евгению Савойскому
- Катакомбы Будайского холма
- Дворец Шандора

### Гора Геллерт
- Цитадель

### Придунайская зона
- Церковь Раны св. Франциска
- Церковь Святой Анны
- Церковь и монастырь капуцинов

## В астрономии
В честь Буды назван астероид (908) Буда, открытый в 1918 году.